# Pafawag 1S
1S, 2S — wagony z uchylnym dachem (wapniarki) produkowane przez wrocławski Pafawag w latach 1951–1952.
Projekt wagonów tego typu opracowało w roku 1950 CBK PTK, z wykorzystaniem konstrukcji podwozia węglarki 3W oraz rozwiązania stosowane w niemieckich wagonach znormalizowanej budowy. Pudło wagonu było wykonane w całości z blach i profili stalowych. Wyposażono je w czworo szczelnych drzwi dwuskrzydłowych o prześwicie 1260x1500 mm.
Pudło wagonu przykryte było dachem dwuspadowym z ośmioma uchylnymi klapami, zawieszonymi na zawiasach przy górnej belce kalenicy. Konstrukcja tych klap zapobiegała przedostawania się wody do wnętrza wapniarki. Na jednej ze ścian szczytowych umieszczono stopnie wejściowe na dach.
Podobnie jak wagony innych rodzajów, wapniarki produkowane były zarówno w wersji z hamulcem zespolonym (typ 89W, później 1S), jak i bez hamulca (wyposażone jedynie w przelotowy przewód główny) — typ 90W, później 2S.
Wagony wyposażone były w zderzaki tulejowe o długości 650 mm, zestawy na łożyskach ślizgowych o średnicy czopa 115 mm, a także resory 9-piórowe zawieszone na płaskich wieszakach.
Łącznie wyprodukowano około 375 wagonów 1S i 125 wagonów 2S.